# Guatteria macrocalyx
Guatteria macrocalyx este o specie de plante angiosperme din genul Guatteria, familia Annonaceae, descrisă de Robert Elias Fries. Conform Catalogue of Life specia Guatteria macrocalyx nu are subspecii cunoscute.